# Episodi di Beauty and the Beast (seconda stagione)
La seconda stagione della serie televisiva Beauty and the Beast, composta da 22 episodi, è stata trasmessa in prima visione assoluta negli Stati Uniti d'America da The CW dal 7 ottobre 2013 al 7 luglio 2014.
In Italia la stagione viene trasmessa su Rai 2 dal 3 luglio 2014; dopo essere stata spostata in seconda serata con l'episodio 7 a causa dei bassi ascolti, dopo la messa in onda dell'episodio 13 è stata interrotta per la maternità di Selvaggia Quattrini, doppiatrice della protagonista. La messa in onda dei nuovi episodi è poi ripresa su Rai 4 dal 1º dicembre 2014.
| n° | Titolo originale              | Titolo italiano            | Prima TV USA     | Prima TV Italia  |
| -- | ----------------------------- | -------------------------- | ---------------- | ---------------- |
| 1  | Who Am I?                     | Chi sono?                  | 7 ottobre 2013   | 3 luglio 2014    |
| 2  | Kidnapped                     | Rapita                     | 14 ottobre 2013  | 3 luglio 2014    |
| 3  | Liar, Liar                    | Bugiardo                   | 21 ottobre 2013  | 10 luglio 2014   |
| 4  | Hothead                       | Frammenti dal passato      | 28 ottobre 2013  | 10 luglio 2014   |
| 5  | Reunion                       | Rimpatriata                | 4 novembre 2013  | 17 luglio 2014   |
| 6  | Father Knows Best             | Per amore di una figlia    | 11 novembre 2013 | 17 luglio 2014   |
| 7  | Guess Who's Coming to Dinner? | Indovina chi viene a cena? | 18 novembre 2013 | 24 luglio 2014   |
| 8  | Man or Beast?                 | Uomo o bestia?             | 25 novembre 2013 | 31 luglio 2014   |
| 9  | Don't Die on Me               | Ferita profonda            | 13 gennaio 2014  | 7 agosto 2014    |
| 10 | Ancestors                     | Antenati                   | 20 gennaio 2014  | 14 agosto 2014   |
| 11 | Held Hostage                  | Ostaggi                    | 27 gennaio 2014  | 21 agosto 2014   |
| 12 | Recipe for Disaster           | Ricetta per un disastro    | 3 febbraio 2014  | 28 agosto 2014   |
| 13 | Till Death                    | Fino alla morte            | 10 febbraio 2014 | 4 settembre 2014 |
| 14 | Redemption                    | Redenzione                 | 17 febbraio 2014 | 1º dicembre 2014 |
| 15 | Catch Me if You Can           | Una nuova bestia           | 3 marzo 2014     | 2 dicembre 2014  |
| 16 | About Last Night              | Senza maschera             | 10 marzo 2014    | 3 dicembre 2014  |
| 17 | Beast is the New Black        | Sopravvivremo              | 2 giugno 2014    | 4 dicembre 2014  |
| 18 | Cat and Mouse                 | Il gatto ed il topo        | 9 giugno 2014    | 5 dicembre 2014  |
| 19 | Cold Case                     | Caso irrisolto             | 16 giugno 2014   | 8 dicembre 2014  |
| 20 | Ever After                    | Sotto copertura            | 23 giugno 2014   | 9 dicembre 2014  |
| 21 | Operation Fake Date           | Finto appuntamento         | 30 giugno 2014   | 10 dicembre 2014 |
| 22 | Déjà-vu                       | Deja vu                    | 7 luglio 2014    | 11 dicembre 2014 |

## Chi sono?
- Titolo originale: Who Am I?
- Diretto da: Stuart Gillard
- Scritto da: Brad Kern

### Trama
Tre mesi dopo il rapimento di Vincent per mano del FBI, Catherine riesce finalmente a ritrovarlo, ma lui non è più lo stesso: la sua cicatrice è scomparsa e gli è stata cancellata la memoria motivo per cui non ricorda più nulla di lei né del loro amore. Inoltre i suoi super sensi sono migliorati e lui li usa per portare a termine delle missioni che gli vengono comunicate in forma anonima dall'agente Reynolds (del quale però non conosce né il nome né l'identità): uccidere Li Zhao, il capo della Murfield e altre bestie pericolose. Catherine allora cerca di scoprire sia per chi lavora e sia le ragioni che stanno dietro al radicale cambiamento di Vincent. Allo stesso tempo la ragazza deve superare il dolore per la scomparsa del padre. Dopo aver incendiato la sede della Murfield e assassinato Li Zhao, Vincent porta a termine la sua prima missione. Cat tenta di riavvicinarsi a lui per nella speranza di recuperare il loro grande amore.

## Rapita
- Titolo originale: Kidnapped
- Diretto da: Rick Bota
- Scritto da: Jennifer Levin e Sherri Cooper

### Trama
Cat e Tess si ritrovano in un bar a discutere della capacità di Gabe di mentire molto bene, di quanto potrebbe essere pericoloso Vincent ora che ha ucciso Zhao a sangue freddo per “vendetta” e della voglia della giovane detective di fargli tornare la memoria. Intanto Gabe cerca di catturare la bestia per poterla tenere sotto controllo nel migliore dei modi. Nel frattempo, Tess, J.T. e Gabriel Lowen cercano di dare una mano a Catherine e scoprono che Vincent vive in una casa galleggiante ben arredata, attraccata al porto. Di conseguenza intuiscono che Vincent stia compiendo delle missioni per qualcuno. Cat nonostante tutto decide di seguirlo. Vincent sale sul tetto di un palazzo di fronte alla prigione di Rikers e da lì spara verso una cella un medicinale che induce convulsioni ad un carcerato, Carlos Hernandez, ossia un trafficante internazionale di droga; Vincent poi si finge un dottore e interroga l'interessato sul come gestisce i suoi affari pur essendo in carcere. Mentre Cat cerca di spiare Vincent, il ragazzo la sorprende e la rapisce, portandola nella sua casa galleggiante. Nel tentativo di fagli recuperare la memoria, vanno a letto insieme. La chimica che c'è tra loro rischia di complicare le cose per Vincent, nonostante non riesca ancora a ricordare niente del loro passato. Vincent torna in missione tenendo però prigioniera Cat. I suoi amici riescono a rintracciarla e Gabe corre in suo aiuto; una volta liberata i due sbirciano dal computer di Vincent e scopre che egli stava chattando con una certa Gina Garolo; Gabe allora le dice che deve essere la figlia del nemico di Carlos Hernandez, Joe-Joe Garolo. Dopo questa scoperta, Gabe è convinto che Vincent lavori per questo Carlos come assassino professionista, ma c'è solo un modo per scoprirlo: infatti dalla chat capiscono dov'è diretto il ragazzo e decidono di andare alla festa di Gina per arrivare prima di lui. Dopo aver portato la Garolo in un posto appartato, Vincent sente ancora il battito di Cat e capisce che l'ha seguito fino a lì, così va a cercarla e quando la trova le dice che vuole proteggere Gina e non ucciderla. Si scopre che alla festa c'è un'altra bestia che vuole uccidere Gina, ma che fortunatamente Vincent riesce ad uccidere. Cat e Gabe capiscono che ci sono molte bestie in circolazione e che il responsabile sia il boss Hernandez, che aveva preso contatti con la Murfield diciotto mesi prima, per poter controllare il mondo esterno alla prigione attraverso queste creature. Capiscono anche che Vince ha usato Gina come esca per poter arrivare agli scagnozzi di Carlos Hernandez e che forse è “dalla parte dei buoni”. Tornata a casa, Cat trova un biglietto con scritto “roof” (tetto) e capisce che Vincent è lì ad aspettarla: con buonissime intenzioni, lui le ridà il cellulare, le chiede scusa per averla legata e le propone di fare in futuro quel famoso picnic; ma tutto va per il verso sbagliato poiché Cat comincia a fargli domande, ma lui non volendo darle risposte si arrabbia a tal punto da trasformarsi in bestia e spingerla via, lasciandola lì impaurita come non lo era mai stata.

## Bugiardo
- Titolo originale: Liar, Liar
- Diretto da: Bradley Walsh
- Scritto da: John A. Norris

### Trama
Decisa a scoprire la verità sulla missione di Vincent, Cat decide di usare la loro relazione come scusa per introdursi nel suo computer. Lavorando separatamente, entrambi finiscono sulle tracce di una misteriosa bestia. Quando si rende conto delle bugie di Cat, Vincent inizia a mentirle a sua volta, dicendole di aver ricordato alcuni episodi del loro passato (in realtà rivelati da J.T.), nel tentativo di sviarla dalla missione. In seguito Cat gli dirà di aver mentito solo perché tiene a lui, mentre lo accusa di averle raccontato a sua volta bugie solo per interesse personale. Nel frattempo Heather rivela a Catherine qualcosa di sconvolgente: il loro padre, scomparso in un incidente qualche mese prima, in realtà non è il suo padre biologico. Quest'ultima reagisce, giustamente, in malo modo per il ritardo nello scoprire ciò. Tess si confronta con Gabe a proposito dei veri motivi per cui sta aiutando Cat e capisce che lui è innamorato di quest'ultima.

## Frammenti dal passato
- Titolo originale: Hothead
- Diretto da: Michael Robison
- Scritto da: Roger Grant

### Trama
Mentre Gabe è alla ricerca di una bestia che se ne va in giro per Manhattan ad appiccare incendi, Cat e Tess hanno in programma di andare a divertirsi dopo tanto tempo, in modo da lasciare alla detective un po' di spazio in cui non pensare ai suoi problemi. Giunte in un bar per giocare a biliardo, Cat viene importunata da un ubriaco e cerca di difendersi scatenando però una rissa che la porta all'arresto. Grazie all'influenza di Gabe, le ragazze escono di prigione e decidono di andare a rilassarsi in un centro benessere, mentre il loro capo le tempesta di telefonate per lavorare al caso delle bestie. Gabe, non ricevendo alcuna risposta dalle colleghe, decide allora di fare di testa propria perché è convinto che così riuscirà a salvare Vincent dalla sua condizione, come fu per lui. Ma le cose non vanno per il meglio, perché il capo del distretto non riesce a convincere Vincent a collaborare. Dal canto suo, Vincent, ancora confuso per i ricordi sulla sua ragazza e arrabbiato più che mai perché non sa come comportarsi, va in missione in cerca della bestia. Mentre cerca di rintracciare la bestia, finisce per imbattersi in suo nipote, Aaron, che fa parte della squadra dei vigili del fuoco. Vincent scopre così che in passato, prima di studiare medicina, anche lui era un vigile del fuoco: la sua memoria, seppur lentamente, sta tornando. Quando i vigili del fuoco trovano la location della bestia, Aaron cerca di fermarla da solo, ma viene aiutato e salvato da Vincent. Cat e Gabe intanto riescono ad uccidere la bestia. Infine Cat e Vincent cercano di riavvicinarsi nonostante le difficoltà.

## Rimpatriata
- Titolo originale: Reunion
- Diretto da: Fred Gerber
- Scritto da: Eric Tuchman

### Trama
Cat è alla ricerca del suo padre biologico e Gabe si offre di aiutarla. Nel frattempo la ragazza organizza una rimpatriata per rivedere dei vecchi amici di liceo. Dopo la festa, Cat si ritrova una bestia in casa che l'aggredisce; arriva però in soccorso la sua amica Beth, che stava per andarsene, e la bestia scappa dalla finestra. Beth ovviamente resta sbigottita, specialmente dopo aver notato delle sembianze non proprio umane nell'aggressore e, da vera giornalista, vuole indagare su questo caso. Cat però, per evitare che la storia delle bestie salti fuori, cerca di convincerla che si sia trattato di un banale ladro. Intanto Gabe riceve una visita dall'agente Reynolds, che si mostra molto interessato alla salvaguardia della Chandler, insospettendo quindi il capo del distretto, che gli chiede se può aiutarlo a capire chi è il padre biologico della detective. Vincent scopre che la bestia a cui dà la caccia è Zach, un suo amico che ha conosciuto durante la missione in Afghanistan e che anche lui è stato sottoposto agli esperimenti della Murfield. Fingendo di riallacciare i rapporti, in realtà Zach vuole vendicarsi di Vincent in quanto quest'ultimo avrebbe tradito la sua amicizia rubandogli la ragazza, Gabriella, che Zach ha ucciso per gelosia. Cat, decisa ad avere una vera serata libera, va alla rimpatriata studentesca dove incontra tutti i suoi ex compagni di liceo. Ma il pericolo è in agguato: Zach si è imbucato alla festa. Vincent sente la presenza della bestia e si fionda su di lui per ucciderlo. Vincent si scusa con Cat e le promette che non avranno più segreti, una volta che la lotta contro le bestie sarà finita. Cat ringrazia il suo capo per quello che sta facendo per lei e nel mostrargli le sue foto da ragazza, arriva la rivelazione: nota che l'agente Reynolds è stato presente a molti eventi importanti della sua vita. La detective allora capisce di aver trovato il suo padre biologico.

## Per amore di una figlia
- Titolo originale: Father Knows Best
- Diretto da: Paul Kaufman
- Scritto da: Brad Kern e Roger Grant

### Trama
L'agente Reynolds telefona a Vincent e gli affida la sua penultima missione: deve uccidere Curt Windsor, una bestia della prima generazione che ha investito dei soldi nella Murfield 28 anni fa e si è offerto volontario per i primi esperimenti, ma il problema è che la sua forza è rimasta sopita per molto tempo, fino a 3 anni prima; oltretutto ha una figlia, Tori, con la quale è molto protettivo al punto di tenerla segregata in casa. Nel frattempo Tess e Gabe indagano, parallelamente ad altri casi, anche sulle missioni di Vincent: infatti pensano che se il mandante di Vincent gli abbia ordinato di sbarazzarsi delle bestie, alla fine anche quest'ultimo dovrà morire. Cat va da Reynolds e dopo avergli detto di essere sua figlia, gli propone degli appuntamenti per conoscersi. Lui accetta e dopo avergli posto delle domande personali, comincia a fargli un interrogatorio per sottrargli informazioni sulla Murfield, ma Reynolds le mente spudoratamente. Intanto Vincent cerca di entrare nell'appartamento di Windsor per uccidere l'uomo, ma l'ex soldato viene aggredito di sorpresa. La missione non va a buon fine, ma Vincent riesce a salvare la figlia dal padre portandola nel Bosco dei Cedri per tendere una trappola a Windsor. La Chandler, da brava poliziotta quale è, usa tutte le sue carte per convincere Windsor a collaborare con loro: proveranno ad ucciderlo e rianimarlo per farlo tornare un essere umano e in cambio gli riconsegneranno sua figlia Tori. La bestia accetta, ma alla fine Windsor si trasforma di nuovo ed è feroce come non mai, spacca tutto e lancia per aria Vincent che, per evitare di farsi uccidere, con un colpo netto lo ferma e gli strappa letteralmente il cuore dal petto sotto gli occhi sbalorditi dei presenti.

## Indovina chi viene a cena?
- Titolo originale: Guess Who's Coming to Dinner?
- Diretto da: Jeff Renfroe
- Scritto da: Wendy Straker Hauser

### Trama
La vita di Vincent è in pericolo e Cat gli propone allora di trascorrere il giorno del Ringraziamento da suo padre al fine di ottenere informazioni sulle missioni in cui Vincent è coinvolto. Successivamente però anche Gabe e Tori si uniscono alla festa, creando un po' di scompiglio. Il padre di Cat intima Vincent di stare lontano dalla figlia. Poco dopo Cat sorprende Vincent mentre bacia Tori. Nel frattempo, J.T. e Tess trascorrono insieme il giorno del Ringraziamento.

## Uomo o bestia?
- Titolo originale: Man or Beast?
- Diretto da: Stuart Gillard
- Scritto da: John A. Norris

### Trama
Dopo aver scoperto il coinvolgimento dell'agente Reynolds, padre di Cat, con la Muirfield, Vincent e Cat si trovano a discutere su come comportarsi con lui: Vincent vorrebbe ucciderlo, facendosi giustizia da solo, mentre Cat gli promette che farà di tutto per farlo arrestare. La ragazza lo avverte: se si farà giustizia da solo farà prevalere il suo lato bestiale, perdendo la sua umanità e di conseguenza anche il loro amore. Cat riesce ad incastrare il padre e lo arresta ma, mentre sta per portarlo in prigione, Vincent li attacca. Incitato da Tori ad assecondare il proprio istinto bestiale, Vincent è sul punto di uccidere l'agente Reynolds ma viene fermato da Cat, che prende una decisione radicale sul loro rapporto.

## Ferita profonda
- Titolo originale: Don't Die On Me
- Diretto da: Mairzee Almas
- Scritto da: Eric Tuchman

### Trama
Dopo aver sparato a Vincent, Cat va a trovarlo per capire l'entità della ferita. Lui si è rifugiato tra le braccia di Tori, con cui inizia a frequentarsi, e si rifiuta di andare in ospedale nel timore di rivelare la sua identità. Per prevenire ulteriori lesioni per Vincent, Cat cerca di proteggere Tori, la cui vita potrebbe essere in pericolo, e questo porta le due donne a scoprire un nuovo, inaspettato mistero. Allo stesso tempo, Cat si avvicina sempre di più a Gabe. Tori riesce alla fine a convincere Vincent a farsi curare in ospedale.

## Antenati
- Titolo originale: Ancestors
- Diretto da: Steven A. Adelson
- Scritto da: Roger Grant e Rupa Magge

### Trama
Dopo essere uscito allo scoperto, Vincent si gode il suo momento di celebrità, essendo da tutti visto come "un eroe di guerra". Cat cerca di andare avanti con la sua vita, ma è costretta a leggere sui giornali le notizie di gossip tra Vincent e Tori. Nel frattempo, J.T. prosegue i suoi studi sullo scheletro del padre di Tori, scoprendo che questo risale ad una specie di bestia di circa diecimila anni prima e che ha delle cose in comune con il DNA di Vincent e Tori. J.T. viene però attaccato e lo scheletro viene rubato. Cat, decisa a non volersi più occupare di bestie, accetta un'offerta dell'FBI di lavorare ad un caso sotto copertura. Quello che non sa, tuttavia, è che anche Vincent si sta occupando della stessa missione, alla ricerca di una gemma che, se inserita in un apposito collare, è una sorta di guinzaglio per le bestie, in grado di tenere a bada il loro istinto aggressivo. Questo conduce Cat a scoprire l'esistenza di una sua antenata, Rebecca Reynolds, che, come lei, aveva amato una bestia. Gabe cerca di rendersi utile per Cat e alla fine lei lo ringrazia con un bacio.

## Ostaggi
- Titolo originale: Held Hostage
- Diretto da: Sudz Sutherland
- Scritto da: Pamela Sue Anton

### Trama
Un gruppo di criminali cerca di rubare una rara collana in possesso di Tori e questo porta la ragazza, Cat e Tess, insieme all'intero distretto di polizia, ad essere prese in ostaggio. Vincent è l'unico che può tirarle fuori di lì, ma deve prendere un'importante decisione, dal momento che aiutarle potrebbe significare dover rivelare la sua vera identità.

## Ricetta per un disastro
- Titolo originale: Recipe for Disaster
- Diretto da: Allan Kroeker
- Scritto da: Brad Kern e Wendy Straker Hauser

### Trama
Cat e Vincent sono costretti a lavorare insieme per salvare J.T. che è stato rapito. Tori però, spinta dalla gelosia, cerca di mettersi in mezzo, e questo porterà a delle conseguenze che potrebbero rivelarsi fatali. Nel frattempo, uno strano tipo incaricato dall'agente dell'FBI Dana Landon si occupa dello stesso caso, con il rischio che possa scoprire la vera identità di Vincent.

## Fino alla morte
- Titolo originale: Till Death
- Diretto da: Stuart Gillard
- Scritto da: Roger Grant, Sherri Cooper e Jennifer Levin

### Trama
Nel tentativo di rintracciare il rapitore di Sam, Vincent e Cat si trovano di nuovo a lavorare insieme, ma questa volta nel giorno di San Valentino.

## Redenzione
- Titolo originale: Redemption
- Diretto da: Grant Harvey
- Scritto da: John A. Norris

### Trama
Quando alcuni conoscenti di Gabe risultano dispersi, Cat e Vincent devono, ancora una volta, lavorare insieme, simulando la morte di Gabe. Vincent torna all'ospedale dove anni prima lavorava come medico e questo lo porta a riflettere su come sarebbe potuta essere diversa la sua vita se non fosse diventato una bestia.

## Una nuova bestia
- Titolo originale: Catch Me if You Can
- Diretto da: Norma Bailey
- Scritto da: Eric Tuchman

### Trama
Sam infetta Xavier, un ragazzo cresciuto in orfanotrofio, con un siero e lo fa diventare una bestia, chiedendogli poi di aiutarlo a trovare le persone che hanno ucciso suo figlio. Vincent allora rintraccia Xavier grazie ai suoi super sensi, ma lo trova in uno stato inconscio all'interno di una server room. Cat trova Sam mentre sta per far esplodere la server room in cui si trova Vincent e gli dice che se Vincent è morto, anche lui è un uomo morto. Dopo aver arrestato Sam, Cat corre nella server room dove trova Vincent e cerca di rianimare Xavier. Cat abbraccia Vincent, mentre Gabe assiste alla scena. Poco dopo, Gabe mette Cat davanti ad un ultimatum: o lui o Vincent. Cat allora si reca a casa di Vincent per dirgli che non devono più vedersi ma finisce a letto con lui.

## Senza maschera
- Titolo originale: About Last Night
- Diretto da: Stuart Gillard
- Scritto da: Melissa Glenn

### Trama
Dopo aver trascorso la notte con Vincent, Cat se ne va senza neanche lasciargli un biglietto. Cat ha paura di tornare indietro alla sua ossessione per Vincent, quando pensava a lui prima che a se stessa, e gli dice che non ne ha nessuna intenzione. Vincent parla con J.T. della notte appena trascorsa, mentre Cat ne parla con Tess, dicendole che, anche se il sesso con Vincent è stato assolutamente grandioso, per lei si è trattato di sesso d'addio. Nel frattempo, Sam scappa dalla prigione e trova le persone che stava cercando, infettando una di loro con il siero e ordinandole di uccidere tutte le altre. Cat e Vincent però arrivano in tempo e lui riesce ad uccidere la bestia. Sam è sul punto di suicidarsi, ma Vincent gli dice che non deve cercare di farsi giustizia da solo e che anche lui in passato ha commesso lo stesso errore; Sam però non cambia idea e Vincent riesce a salvarlo appena in tempo. Cat assiste alla scena e capisce che Vincent ha riacquistato la sua umanità; subito dopo lascia Gabe. Tornando a casa, Cat trova la porta sul retro aperta, e capisce che Vincent la sta aspettando sul tetto. I due si confessano a vicenda i loro reciproci sentimenti e fanno l'amore. Il mattino dopo però la polizia irrompe nell'appartamento di Cat e arresta Vincent con l'accusa di omicidio.

## Sopravvivremo
- Titolo originale: Beast is the New Black
- Diretto da: Fred Gerber
- Scritto da: Sherri Cooper e Jennifer Levin

### Trama
Vincent è stato arrestato e Cat cerca l'aiuto di Tess e J.T. per cercare di scagionarlo ad ogni costo. In un primo momento Cat è convinta che sia stato Gabe a chiamare la polizia, visto che solo la sera prima lei lo ha lasciato per stare con Vincent. Poi però Gabe la convince del contrario e si offre di aiutarla. Nel timore che in prigione Vincent possa cedere al suo istinto bestiale, Cat cerca la gemma e, una volta trovata, la porta da lui. Vincent vorrebbe confessare e ottenere uno sconto di pena, ma Cat spera ancora di scagionarlo. Quando Cat gli dice che testimonierà in suo favore, mettendo a rischio la propria carriera, Vincent decide di fuggire. Di notte raggiunge Cat e le dice che sta per scappare in Canada, ma lei vorrebbe seguirlo. Poco dopo però arriva la polizia e Vincent è costretto ad andarsene da solo. Quando Cat, J.T. e Tess scoprono chi c'è in realtà dietro l'arresto di Vincent, si rendono conto che hanno a che fare con un nemico più grande di quello che pensavano.

## Il gatto ed il topo
- Titolo originale: Cat and Mouse
- Diretto da: Jeff Renfroe
- Scritto da: Amy Van Curen e Brad Kern

### Trama
In tutta la città di New York è scattata la caccia all'uomo, e Vincent è l'obiettivo. Cat vorrebbe che Vincent scappasse al più presto ma, inaspettatamente, i due s'imbattono in un possibile nuovo alleato dell'FBI, che assegna loro una missione quasi impossibile, promettendo però in cambio di far scagionare Vincent da ogni accusa. Non avendo altra scelta, Cat e Vincent accettano la sua offerta ma, alla fine, le cose non vanno come previsto.

## Caso irrisolto
- Titolo originale: Cold Case
- Diretto da: Rich Newey
- Scritto da: John A. Norris e Eric Tuchman

### Trama
Gabe cerca di fare il possibile per far catturare Vincent, convinto di proteggere Cat e nella speranza di tornare un giorno con lei. Nel tentativo di far uscire Vincent allo scoperto, Gabe decide di sospendere sia Cat che Tess come detective.

## Sotto copertura
- Titolo originale: Ever After
- Diretto da: Steven A. Adelson
- Scritto da: Vanessa Rojas

### Trama
Vincent è ancora costretto a nascondersi e l'agente Knox offre a lui e Cat una possibilità per non rischiare più di esporsi: entrare in un programma di protezione testimoni, trasferendosi in un'altra città sotto una falsa identità. I due accettano e diventano così i coniugi Vaughn, sperimentando la vita matrimoniale in una nuova casa. Ma un inaspettato omicidio avviene proprio nell'abitazione di fronte, e questo sconvolge tutti i loro piani.

## Finto appuntamento
- Titolo originale: Operation Fake Date
- Diretto da: Fred Gerber
- Scritto da: Sherri Cooper e Jennifer Levin

### Trama
Cat prova a sfruttare il suo ascendente su Gabe per convincerlo a non creare ulteriori problemi a Vincent, il quale, con l'aiuto dell'agente Knox, progetta di consegnarsi alla polizia per essere poi scagionato. Gabe accetta, ma solo ad una condizione: Cat dovrà concedergli un appuntamento, durante il quale lei dovrà essere aperta alla possibilità di rivalutare il loro rapporto. Cat accetta, ma solo per aiutare Vincent. Alla fine della serata però, dopo aver riaccompagnato a casa Cat, Gabe ascolta una conversazione tra lei, Vincent, J.T, Tess ed Heather, e si rende conto che si è trattato di un finto appuntamento. Gabe allora decide di tentare il tutto per tutto per eliminare Vincent.

## Deja vu
- Titolo originale: Déjà Vu
- Diretto da: Stuart Gillard
- Scritto da: Brad Kern e Roger Grant

### Trama
Dopo aver letto il manoscritto della sua antenata Rebecca Reynolds, che finì per uccidere la bestia da lei amata, Cat è ossessionata dalla paura di perdere Vincent, il quale però non sembra preoccupato degli avvenimenti di oltre un secolo prima. Tuttavia Gabe è deciso a tentare il tutto per tutto per distruggere Vincent: diventato di nuovo una bestia, cerca di attirare a sé Vincent, così da ucciderlo oppure fargli perdere la sua umanità. Intanto Vincent deve fare i conti anche con una giornalista che ha scoperto la verità sugli esperimenti condotti su di lui dalla Muirfield e che rivela tali sospetti al resto della stampa. Gabe uccide la giornalista strappandole il cuore, inducendo così l'opinione pubblica a pensare che Vincent possa avere davvero delle abilità accentuate e che sia lui il colpevole di tale omicidio. Tess cerca di convincere il suo nuovo capo che in realtà è Gabe il colpevole, ma deve riuscire ad incastrarlo al più presto, altrimenti la polizia prenderà Vincent. Cat è sempre più preoccupata per Vincent e decide allora di rinchiuderlo in una gabbia, seguendo le indicazioni del manoscritto, per evitare che si scontri con Gabe. Allo stesso tempo Cat organizza una trappola per Gabe utilizzando il sangue di Vincent. Quando però Cat si rende conto che quello che sta attuando è lo stesso piano che portò Rebecca a causare, involontariamente, la morte della sua bestia Alistair, decide di tornare sui suoi passi: libera Vincent e inizia a lavorare con lui ad un piano per incastrare Gabe. Quest'ultimo però, a sorpresa, attacca J.T, riducendolo quasi in fin di vita. Vincent allora, furioso, raggiunge Gabe e lo affronta. Cat interviene fermando Gabe con il collare e la gemma, ma lui non si arrende e la aggredisce, costringendola così ad ucciderlo. Vincent viene scagionato da ogni sospetto e Cat riottiene il suo distintivo di detective. I due corrono in ospedale a trovare J.T, che è riuscito a salvarsi, e ricevono un'inaspettata offerta di lavoro.